# Internationaler Feuerwerkswettbewerb

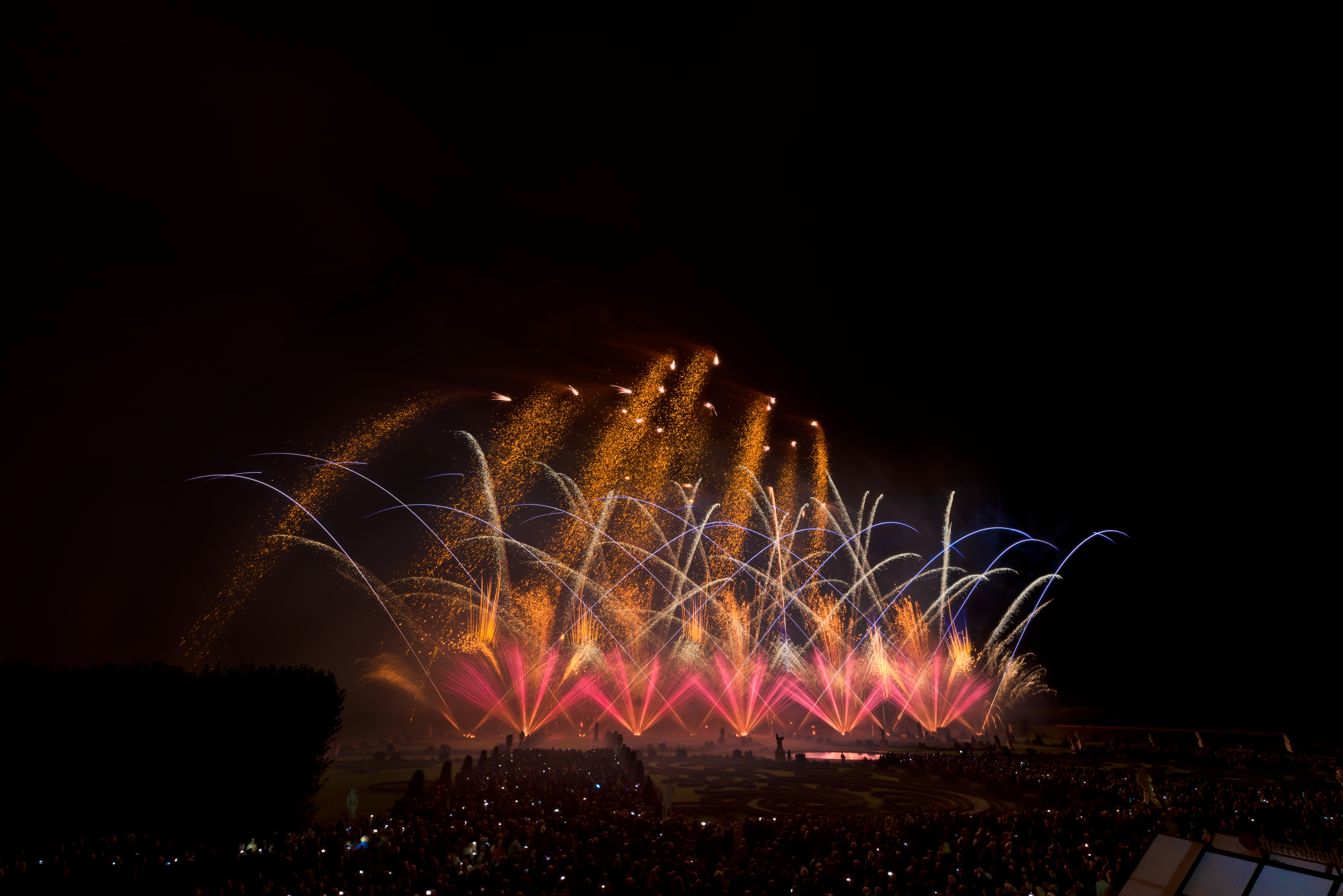
Foto vom Internationalen Feuerwerkswettbewerb 2017

Der Internationale Feuerwerkswettbewerb in Hannover ist ein seit 1991 ausgetragener internationaler Wettbewerb von Pyrotechnikern.

## Rahmenprogramm
Die Veranstaltungen werden von einem Rahmenprogramm begleitet. Bevor die Feuerwerkteams dem Publikum ihre Interpretation des Pflichtstücks und die anschließende Kür präsentieren, verkürzen thematisch auf das Teilnehmerland abgestimmte Live-Musik, Kleinkunstshows, Walkacts und Theater den Gästen die Wartezeit. Viele Besucher nutzen die Zeit vor dem Feuerwerk, welches bei Einbruch der Dunkelheit startet, um in den barocken Gärten zu picknicken und zu flanieren.

## Ablauf und Regeln
Der Einlass in den Großen Garten in Hannover-Herrenhausen (für den Wettbewerb) beginnt um 18 Uhr. Wer den Wettbewerb gewinnt, entscheidet eine Jury. Entscheidungsgrundlage sind die Wettbewerbsbedingungen des Internationalen Feuerwerkswettbewerbs. Das Feuerwerk dauert insgesamt rund 25 Minuten und beinhaltet einen etwa vierminütigen Pflichtteil. Darin präsentieren die Teams eine Feuerwerksshow zu einem in jedem Jahr neu vom Veranstalter ausgewählten, klassischen Musikstück.
Bei ihrer Inszenierung sollen sich die Pyrotechniker an dem barocken Garten orientieren. Die Mindestanzahl der Bodenelemente ist festgelegt; ansonsten sind der Kreativität, der Musikauswahl der Kür und der Bildsprache kaum Grenzen gesetzt. Die Jury bewertet unter anderem die handwerkliche Realisierung, die Fehlerfreiheit, die Qualität, die Vielfalt der Elemente und die Synchronität des Feuerwerks mit der Musik.
Der Gewinner der fünf teilnehmenden Nationen wird am letzten Veranstaltungsabend ermittelt. Bei der anschließenden Siegerehrung werden die ersten drei Gewinnerteams ausgezeichnet.

## Geschichte
Ende der 1980er Jahre hatte Ralph Jarrett, damaliger Verkehrsdirektor der Stadt Hannover und Geschäftsführer von Hannover Tourismus, die Idee, einen Feuerwerkswettbewerb in den Herrenhäuser Gärten zu veranstalten. Vorbild war ein Feuerwerkswettbewerb in Monte Carlo. Im Jahr 1991 wurde die Veranstaltung erstmals durchgeführt – es war der erste Feuerwerkswettbewerb in Deutschland überhaupt. Der Feuerwerkswettbewerb war der Nachfolger der „Lichterfeste“ mit Feuerwerk, die seit 1954 stattfanden. 2010 feierte der Wettbewerb sein 20. Jubiläum, bei dem fünf Sieger aus den vergangenen Jahren gegeneinander antraten. Ausrichter des Wettbewerbs ist seit 2011 die Hannover Veranstaltungs GmbH (HVG).
2020 und 2021 wurde der Wettbewerb wegen der COVID-19-Pandemie abgesagt.
Liste der Sieger:
- 2024: Litauen, Saliutas
- 2023: Österreich, Pyrovision
- 2022: Europa, Polen, SUREX
- 2019: Tschechien, MAKALU Fireworks
- 2018: Norwegen, North Star Fireworks
- 2017: Polen, SUREX
- 2016: Belgien, HC Pyrotechnics
- 2015: Schweden, Göteborgs FyrverkeriFabrik
- 2014: Schweiz, Sugyp SA
- 2013: Tschechien, Flash Barrandov
- 2012: Portugal, Grupo Luso Pirotecnia
- 2011: Mexiko, Pirotecnia Reyes
- 2010: Schweden, Göteborgs FyrverkeriFabrik
- 2009: China, Vulcan Pyrotechnics
- 2008: Frankreich, Intermède
- 2007: Portugal, Macedo’s Pirotecnia
- 2006: Russland, Pyrotechnika St. Petersburg
- 2005: Argentinien, Jupiter
- 2004: Schweden, Göteborgs Fyrverkeri
- 2003: Schweden, Göteborgs Fyrverkeri
- 2002: Schweden, Göteborgs Fyrverkeri
- 2001: Argentinien, Jupiter
- 2000: Deutschland, WECO
- 1999: Spanien, Brunchu
- 1998: Australien, Foti’s
- 1997: Australien, Foti’s
- 1996: Schweiz, Bugano
- 1995: Italien, IPON Benito Pagano
- 1994: Frankreich, Ruggieri
- 1993: Österreich, Pyrotechnik Peter Schickl und Schweiz, Bugano
- 1992: Deutschland, Ernst Rohr
- 1991: Italien, IPON Benito Pagano zusammen mit Deutschland, Ernst Rohr